# Vương quốc Liên hiệp Anh và Ireland
Vương quốc Liên hiệp Anh và Ireland hoặc Vương quốc Liên hiệp Đại Anh và Ireland (tiếng Anh: United Kingdom of Great Britain and Ireland) là quốc gia được thành lập ngày 1 tháng 1 năm 1801 khi Vương quốc Đại Anh và Vương quốc Ireland hợp nhất (trước đó vào năm 1707, Anh và Scotland đã hợp nhất thành Vương quốc Đại Anh). Quốc gia này đã chuyển hoá thành Vương quốc Liên hiệp Anh và Bắc Ireland sau khi phần đất phía nam của đảo Ireland tuyên bố độc lập ngày 6 tháng 12 năm 1922 theo Hiệp ước Anh-Ireland và hình thành nên quốc gia độc lập Cộng hòa Ireland, còn phần phía đông bắc đảo Ireland vẫn duy trì là một phần của Vương quốc Đại Anh, được gọi là Bắc Ireland.
Anh Quốc, đã tài trợ cho các nước đồng minh châu Âu đã đánh bại Pháp trong Chiến tranh Napoléon, đã phát triển một lực lượng Hải quân Hoàng gia lớn giúp Đế quốc Anh trở thành cường quốc hàng đầu thế giới trong thế kỷ tiếp theo. Trong gần một thế kỷ kể từ thất bại cuối cùng của Napoléon sau trận Waterloo cho đến khi Chiến tranh thế giới thứ nhất bùng nổ, Anh gần như liên tục giữ hòa bình với các cường quốc. Ngoại lệ đáng chú ý nhất là Chiến tranh Krym với Đế quốc Nga, trong đó các hoạt động thù địch thực tế tương đối hạn chế. Tuy nhiên, Anh Quốc đã tham gia vào các hoạt động quân sự tấn công rộng rãi ở châu Phi và châu Á, chẳng hạn như Chiến tranh Nha phiến với nhà Thanh, để mở rộng lãnh thổ và ảnh hưởng ở nước ngoài.
Bắt đầu một cách nghiêm túc vào nửa sau của thế kỷ 19, chính phủ đế quốc đã trao quyền tự trị ngày càng tăng cho các chính phủ được bầu tại địa phương ở các thuộc địa nơi những người định cư da trắng đã trở nên thống trị về mặt nhân khẩu học và/hoặc chính trị, với quá trình này cuối cùng dẫn đến sự ra đời của Canada, Úc, New Zealand, Newfoundland và Nam Phi trở thành các quốc gia tự trị. Mặc dù những lãnh thổ thống trị này vẫn là một phần của Đế quốc Anh, nhưng trên thực tế, các chính phủ lãnh thổ tự trị được phép quản lý phần lớn các công việc nội bộ của chính họ mà không có sự can thiệp từ Luân Đôn, vốn chỉ chịu trách nhiệm chính về chính sách đối ngoại.
Công nghiệp hóa nhanh chóng bắt đầu trong những thập kỷ trước khi hình thành nhà nước tiếp tục cho đến giữa thế kỷ 19. Nạn đói lớn ở Ireland, trầm trọng hơn do chính phủ không hành động vào giữa thế kỷ 19, dẫn đến sự suy giảm nhân khẩu học ở phần lớn Ireland và gia tăng kêu gọi cải cách ruộng đất ở Ireland. Thế kỷ 19 là kỷ nguyên hiện đại hóa kinh tế và tăng trưởng công nghiệp, thương mại và tài chính nhanh chóng, trong đó nước Anh chiếm ưu thế lớn trong nền kinh tế thế giới. Di cư ra nước ngoài là nặng nề đối với các tài sản chính ở nước ngoài của Anh và Hoa Kỳ. Đế quốc Anh đã được mở rộng sang hầu hết các vùng của châu Phi và phần lớn Nam Á. Văn phòng Thuộc địa và Văn phòng Ấn Độ cai trị thông qua một số ít các quản trị viên quản lý các đơn vị của đế chế tại địa phương, trong khi các thể chế dân chủ bắt đầu phát triển. Ấn Độ thuộc Anh, cho đến nay là thuộc địa quan trọng nhất ở nước ngoài, đã chứng kiến một cuộc khởi nghĩa ngắn ngủi vào năm 1857. Trong chính sách đối ngoại, chính sách trung tâm là thương mại tự do, cho phép các nhà tài chính và thương nhân Anh và Ireland hoạt động thành công ở nhiều quốc gia độc lập khác, như ở Nam Mỹ.
Người Anh vẫn không liên kết cho đến đầu thế kỷ 20 khi sức mạnh hải quân ngày càng tăng của Đế quốc Đức ngày càng được coi là mối đe dọa hiện hữu đối với Đế quốc Anh. Đáp lại, Luân Đôn bắt đầu hợp tác với Nhật Bản, Pháp và Nga, đồng thời xích lại gần với Hoa Kỳ. Mặc dù không chính thức liên minh với bất kỳ cường quốc nào trong số này, nhưng đến năm 1914, chính sách của Anh gần như cam kết tuyên chiến với Đức nếu nước này tấn công Pháp. Điều này được thực hiện vào tháng 8 năm 1914 khi Đức xâm lược Pháp thông qua Bỉ, quốc gia có nền trung lập được đảm bảo bởi London. Chiến tranh thế giới thứ nhất sau đó cuối cùng đã đọ sức với các cường quốc Đồng minh và Hiệp ước bao gồm Đế quốc Anh, Pháp, Nga, Ý và Hoa Kỳ chống lại các cường quốc Trung tâm như Đức, Áo-Hung và Đế quốc Ottoman. Cuộc xung đột đẫm máu nhất trong lịch sử loài người cho đến thời điểm đó, cuộc chiến đã kết thúc với chiến thắng của quân Đồng minh vào tháng 11 năm 1918 nhưng đã gây ra tổn thất lớn cho nhân lực, trang thiết bị và kho báu của Anh.
Mong muốn ngày càng tăng về quyền tự trị của người Ireland đã dẫn đến Chiến tranh giành độc lập Ireland gần như ngay lập tức sau khi Chiến tranh thế giới thứ nhất kết thúc, dẫn đến việc Anh công nhận Nhà nước Tự do Ireland vào năm 1922. Mặc dù Nhà nước Tự do được quản lý rõ ràng dưới tình trạng thống trị và do đó không phải là một chính thể hoàn toàn độc lập, với tư cách là một quốc gia thống trị, nó không còn được coi là một phần của Anh Quốc và không còn được đại diện trong Quốc hội Westminster. Sáu hạt phía Đông Bắc Ireland, từ năm 1920 được quản lý dưới một hình thức cai trị tại gia hạn chế hơn nhiều, đã chọn không tham gia Nhà nước Tự do và vẫn là một phần của Liên minh dưới hình thức tự quản hạn chế này. Trước những thay đổi này, nhà nước Anh được đổi tên thành Vương quốc Liên hiệp Anh và Bắc Ireland vào ngày 12 tháng 4 năm 1927 với Đạo luật Danh hiệu Hoàng gia và Quốc hội. Anh Quốc ngày nay là cùng một quốc gia, nghĩa là sự tiếp nối trực tiếp những gì còn lại sau khi Nhà nước Tự do Ireland ly khai, trái ngược với việc trở thành một quốc gia kế thừa hoàn toàn mới.

### Chiến tranh năm 1812 với Hoa Kỳ

Việc ký kết Hiệp ước Ghent chấm dứt chiến tranh với Hoa Kỳ
(bởi Amédée Forestier, k. 1915)

#### Ultra Tory: Thảm sát Peterloo và Sáu Đạo luật

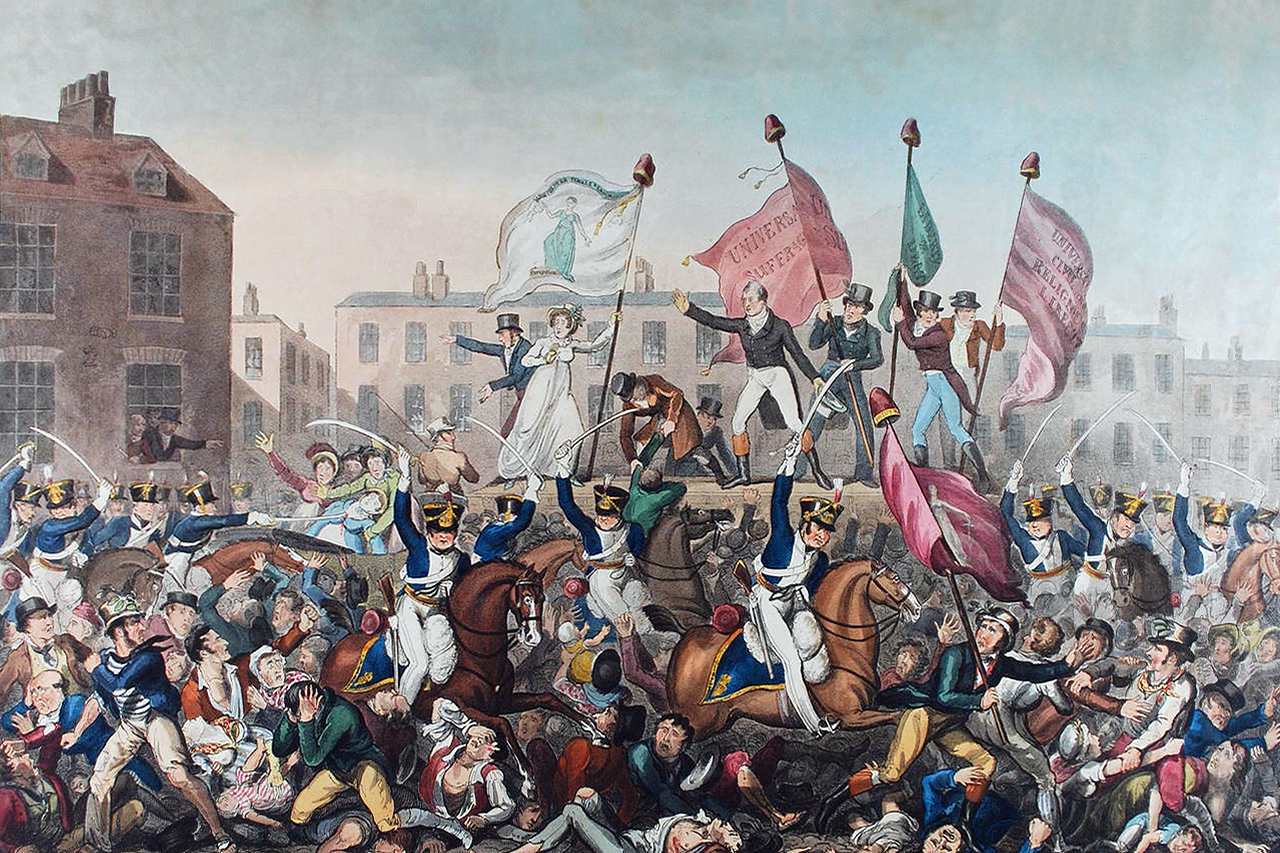
Thảm sát Peterloo năm 1819 khiến 18 người chết và hàng trăm người bị thương.

## Thời kỳ cải cách: 1820–1837

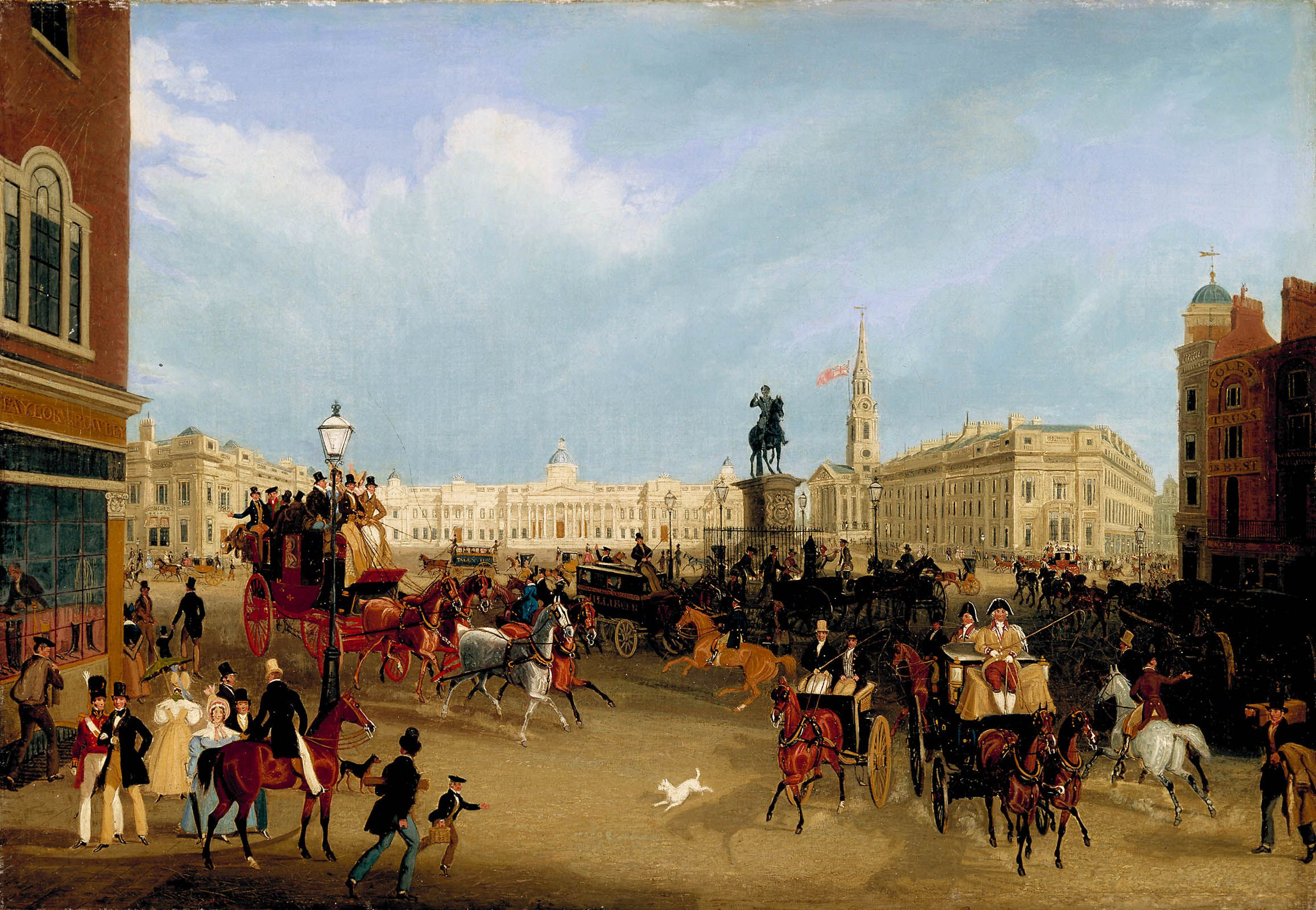
Một bức tranh của James Pollard thể hiện Quảng trường Trafalgar trước Cột Nelson được dựng lên

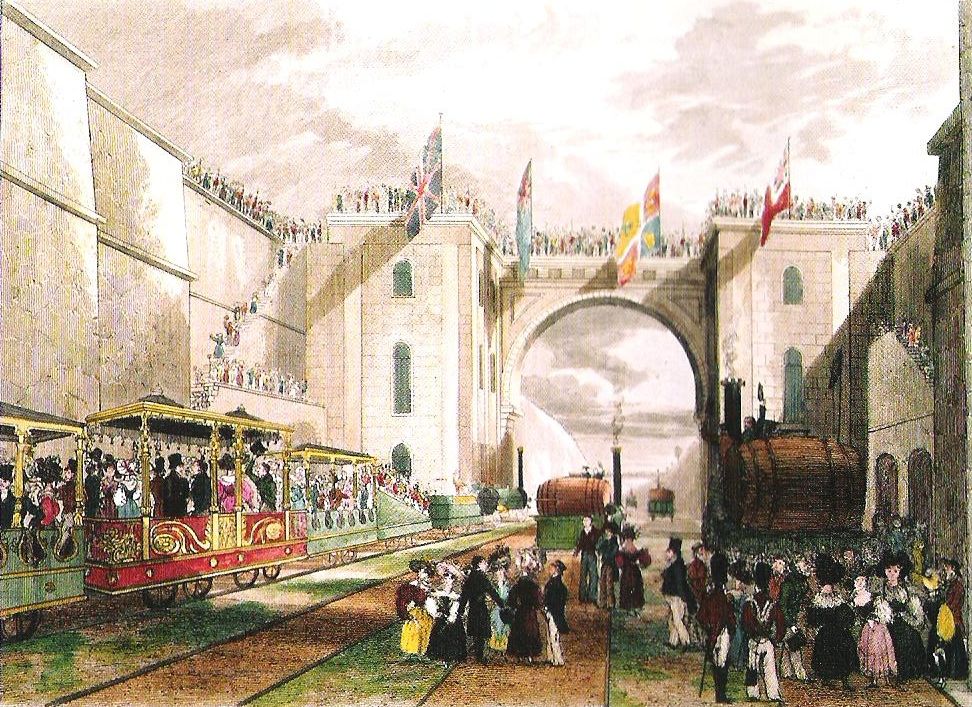
Khai trương tuyến đường sắt Liverpool và Manchester vào năm 1830